# Martin Jørgensen
 Der er flere personer med dette navn, se Martin Jørgensen (flertydig).
Lars Martin Jørgensen (født 6. oktober 1975) er en dansk tidligere fodboldspiller.
Martin Jørgensen spillede det meste af sin karriere i de italienske klubber Udinese og Fiorentina, hvor han sammenlagt spillede i 13 år mellem 1997 og 2010. Han spillede forinden for AGF (1993-97), som han vendte tilbage til i 2010. Martin Jørgensen indstillede karrieren ved udgangen af 2014. Han har spillet 102 landskampe og scoret 12 mål for Danmark. Den 24. februar 2015 offentliggjorde DBU, at han er blevet ansat som assisterende landstræner for Danmark.
Han har spillet på den offensive midtbane, primært som fløjspiller det meste af sin karriere.

## Fodboldkarriere
Martin Jørgensen begyndte at spille fodbold i Midtdjurs IF, hvor AGF's talentspejdere fik øje på ham. Han skiftede som 13-årig til AGF, og her gjorde han sig så bemærket, at han blev udtaget til U-19 landsholdet og fik sin debut 11. november 1992. Det blev til ti kampe på dette hold (heraf syv som anfører), inden han kom på U-21 landsholdet. På dette hold spillede han i alt 31 kampe (18 som anfører) og scorede 8 mål. Hans præstationer i AGF, der blandt andet resulterede i klubbens sejr i Pokalturneringen i 1996, samt på U-21 landsholdet gav ham i 1997 en kontrakt i italienske Udinese, hvor han kom til at spille sammen med Thomas Helveg, inden denne rejste videre til AC Milan.
Debuten på A-landsholdet kom 25. marts 1998, og Jørgensen nåede at gøre nok indtryk på landstræneren til at blive udtaget til VM i fodbold 1998. Her spillede han i startopstillingen i samtlige danske kampe, og han scorede sit første A-landsholdsmål i kvartfinalen mod selveste Brasilien (Danmark tabte dog 2-3).
Siden har Martin Jørgensen været sikker mand på landsholdet og har deltaget i de tre følgende slutrunder til EM og VM. Efter syv sæsoner i Udinese skiftede han i 2004 til Fiorentina, hvor han i 2006 blev genforenet med Per Krøldrup, der i nogle år også spillede i Udinese.
Martin Jørgensen har i flere perioder været ramt af skader, der har betydet, at han ikke har fået så mange kampe, som han havde mulighed for både på klubholdene og landsholdet.
På transfervinduets næstsidste dag, 31. januar 2010, skiftede Martin Jørgensen med øjeblikkelig virkning til sin barndomsklub, AGF, på en kontrakt løbende frem til sommeren 2011. Sidenhen rykkede AGF ned fra landets bedste række, men Martin Jørgensen tog turen ned i 1. division, som de senere vandt overlegent, og Martin Jørgensen forlængede samtidig sin kontrakt til sommeren 2012, som igen senere blev forlænget til sommeren 2013. Tiden i AGF kom altså både til at betyde nedrykning, oprykning, europæisk deltagelse, samt en kåring som årets spiller i AGF.
Martin Jørgensen spillede sin 100. landskamp i Danmarks venskabskamp mod Tjekkiet, 17. november 2010. Her spillede han i en trøje med nummer 100, som den første på det danske landshold nogensinde.  Knap et år senere, den 15. november 2011, tangerede han Morten Olsens landskampe, da han i venskabskampen mod Finland på Blue Water Arena spillede sin 102. landskamp . På baggrund af sin lange landsholdskarriere, blev Martin Jørgensen i 2011 udvalgt som ambassadør for det U21-EM som blev afholdt i Danmark samme år.
Den 11. november 2014 meddelte Martin Jørgensen, at han indstiller sin aktive karriere med udgangen af 2014 

### Træner
Da AGF i slutningen af februar 2014 fyrede cheftræner Peter Sørensen, blev Martin Jørgensen udpeget til ny spillende assistenttræner for Jesper Fredberg, der forlod posten som assistent for at blive ny cheftræner.
I sommeren 2014 valgte Jørgensen at underskrive en ny kontrakt med AGF, som nu betød, at han ikke længere skulle være spillende assistenttræner, men blot spiller igen.
Den første marts 2015 indtrådte Martin Jørgensen i trænerstaben på det danske landshold.

## Andre forhold
En del af sin indtjening har Martin Jørgensen investeret i sin families firma, Centrum Turist og endvidere er han medejer af Vorup Frederiksberg Boldklub, som han ejer (50 %) af. Hans bror, Mads Jørgensen, var også en talentfuld fodboldspiller inden han måtte stoppe karrieren pga. skader.
I 28. februar 2011 var Martin Jørgensen med i TV 2 programmet Hvem vil være millionær?, sammen med sportsvært Morten Ankerdal. De vandt sammen
125.000 kr. til et godt formål.

## Hæder
- Årets Arla U21 Landsholdstalent 1996.
- Udtaget til Årets hold i 1999, 2000, 2001 og 2006.
- Årets spiller i AGF i sæsonen 2011/2012.

## Titler
- Dansk Pokalvinder med AGF 1996.
- Danmarks 1. Division 2010/2011. Nr. 1 med AGF.